# Ałtyn (moneta turecka)
Ałtyn – złota moneta turecka wprowadzona przez Mehmeda II w 1454 r., bita do 1844 r. W języku tureckim altun oznacza złoty. 
Wartość ałtyna wynosiła:
- 60 akcze około 1500 r.
- 300–400 akcze około 1700 r.
- 210 para ok. 1800 r.